# 陳振揚
陳振揚（？—？），字通福，又字時通，號清波，福建晉江縣人，明朝政治人物。

## 生平
隆慶四年庚午（1570年）福建鄉試第三十五名舉人，曾任歸化縣教谕，十九年充浙江鄉試同考，登萬曆二十年（1592年）壬辰科三甲第四十五名進士。禮部觀政，授分宜縣知縣，丁憂歸。二十三年補廣東高明縣知縣，二十八年升南京刑部主事，二十九年拾遺降用，贬江西布政司经历（按察司捡校），三十二年遷杭州府织造通判。三十三年擢宁国府同知，三十九年升南京户部员外郎，四十年升郎中，四十一年出任江西瑞州府知府，四十四年考察去職。

## 家族
曾祖陳秉昌；祖父陳銘；父陳奇，河间府通判。